# Hiroji Imamura
Hiroji Imamura (jap. 今村 博治, Imamura Hiroji; * 27. April 1949 in der Präfektur Shiga) ist ein ehemaliger japanischer Fußballspieler.

## Nationalmannschaft
1976 debütierte Imamura für die japanische Fußballnationalmannschaft. Imamura bestritt vier Länderspiele.

## Errungene Titel
- Japan Soccer League: 1971, 1974, 1975, 1980
- Kaiserpokal: 1968, 1970, 1974

## Persönliche Auszeichnungen
- Japan Soccer League Assist Award: 1975